# Liste der indischen Orden und Ehrenzeichen
Diese Liste enthält die offiziellen, in Indien vergebenen Orden und Ehrenzeichen.

## Zivile Orden und Auszeichnungen der Union

### Nationale Auszeichnungen
- Bharat Ratna
- Padma Vibhushan
- Padma Bhushan
- Padma Shri
- Pravasi Bharatiya Samman

## Militärische Orden

### Kriegszeiten
- Param Vir Chakra
- Maha Vir Chakra
- Vir Chakra

### Friedenszeiten
- Ashoka Chakra
- Kirti Chakra
- Shaurya Chakra

### Besondere Leistungen
- Sena Medal (Army)
- Naosena Medal (Navy)
- Vayusena Medal (Air Force)
- Vishisht Seva Medal

### Sonstige
- Param Vishisht Seva Medal
- Ati Vishisht Seva Medal

## Auszeichnungen der Bundesstaaten
- Uttar Pradesh Gaurav Samman (UP)
- Banga Bibhushan (Westbengalen)
- Uttarakhand Gaurav Samman (Uttarakhand)
- Karnataka Ratna (Karnataka)
- Assam Baibhav (Assam)
- Gomant Vibhushan (Goa)

## Westbengalen
- Banga Vibhushan
- Banga Bhushan
- Banga Shree